# Meisterkurs (Musikpädagogik)
Ein Meisterkurs ist ein Instrumental- oder Gesangskurs, der von einem renommierten Künstler abgehalten wird. Der meist mehrtägige, in den Semesterferien stattfindende Kurs kann von fortgeschrittenen Musikstudenten gegen Teilnahmegebühr und manchmal erst nach Bestehen einer Aufnahmeprüfung besucht werden.
Beispielsweise fanden ab 1959/60 an der Musikakademie von Nizza erstmals jährlich im Juli und August Meisterkurse für Gitarre statt.
In zahlreichen internationalen Festivals werden Meisterkurse im Nebenprogramm angeboten. Es gibt jedoch auch Sommerakademien, die sich auf Meisterkurse schlechthin spezialisiert haben, etwa für Liedinterpretation das Franz-Schubert-Institut in Baden bei Wien.